# Bischofstetten
Bergland là một thị xã thuộc huyện Melk trong bang Niederösterreich.